# Хановер
Вижте пояснителната страница за други значения на Хановер.
Хановер (на немски: Hannover) е град в Германия, столица на провинция Долна Саксония. Към 31 декември 2011 година населението на града е 525 875 души. Той е голям железопътен възел. Известен е със своя панаир „Хановермесе“, който е най-големият технически панаир в света.

## История
През Средновековието на територията на Германия има отделни градове държави, които не са били обединени в единна държава. Хановер е един от тях. Известно е, че основите на града са поставени още през Ранното Средновековие, около 12 век. За първи път Хановер се споменава в документи от 1150 година като център на търговията за региона. Първият известен феодал на Хановер е Ернст Август, който се оженил за внучката на английския крал Якоб I – София. През 1714 година техният син Джордж Лудвиг става наследник на британския трон под името Джордж I. Според историческите данни от това време Джордж I остава до края на живота си привързан към немските си корени. Дори в някои документи се отбелязва, че той никога не успява да научи добре английски и прекарва по-голямата част от живота си на територията на днешна Германия. Така Хановер и Англия са под единно управление почти 125 години по силата на движението на Персонификацията, което представлява обединяване на различни кралства от един владетел. По същата причина през Средновековието под единно управление са били Полша и Саксония, както и Холандия и Люксембург. По времето на Наполеон обаче част от териториите около Хановер стават част от Кралство Вестфалия (1807 г.) и до 1810 г. почти цялата територия на Кралство Хановер преминава към Вестфалия. Няколко години по-късно, през 1813 година, Хановер отново е под управлението на Англия – при крал Джордж III. През 1815 година градът става кралство според решението на Виенския конгрес, в който взимат участие всички европейски големи сили. Конгресът има за цел да реши въпросите с новото устройство на Европа след Наполеоновите войни между 1808 – 1812 година. През 1866 година Хановер става провинция на Прусия. През 1946 година отделната провинция Хановер, Брауншвайг, Олденбург, Шаумбург-Липе влизат в състава на днешната провинция Долна Саксония. През 1949 година провинцията става част от територията на Федерална република Германия. След края на Персонификацията Хановер окончателно се отделя от Англия и през 1815 година става столица на едноименно кралство. Следващите години Хановер преживява своя най-голям разцвет. След така наречената Германска война между Прусия и Австрия през 1866 година градът преминава във владение на Прусия. През Втората световна война днешната столица на Долна Саксония е силно разрушена от бомбардировките и отново е възстановена като модерен град след края на войната. От 1947 година насам в Хановер се провежда ежегоден панаир на промишлеността.

## Култура и забележителности
Части от стария град изглеждат средновековни, те са добре направени копия, след като оригиналите са унищожени по време на бомбардировките през Втората световна война. Около 40-те стари къщи, които оцеляват след войната, са „преместени“ в стария град.
Историята на града е богата, за което говори и хановерската архитектура. Център на стария град е „Марктплац“ със старото кметство, което е построено в готически стил между 1439 – 1455 година. Тук може да се види и черквата, построена от червени тухли през 14 век. Типични за по-късния бароков стил са катедралите „Свети Йоханис“, построена между 1666 – 1670 година, и „Свети Клеменс“, построена между 1711 – 1718 година. Най-старата клерикална сграда е тази на Кръстовата катедрала. Нейният строеж е започнал около 1300 година. Към многобройните забележителности на Хановер принадлежат и замъците, които са свидетелство за богатото историческо минало на града. Сред най-известните са „Лаиншлос“ от 17 век, който се намира в южната част на стария град, обновеният през 1832 година „Вангенхайм-Палас“. Не е за пропускане да се види и пищният замък „Херенхаус“ с неговите градини, устроени в бароков стил на територия от 50 хектара. Те също принадлежат към едно от многобройните богатства на града.
Хановер е домакин на първото световно изложение в Германия. Традицията за провеждането на световни изложения датира от 1851 година. За първи път подобно изложение се провежда в Лондон. Целта е страните, които участват, да покажат новите научни, технически и културни постижения на човечеството. Международното бюро за изложенията със седалище в Париж определя следващия домакин на световните изложения.
Градът е известен с това, че в него се провежда най-големият технически панаир в света. В града се провежда „Октоберфест Хановер“, който е вторият по големина Октоберфест в света. В Хановер се провежда „Експо 2000“, като специално за изложението се правят допълнителни разширения на площадката за изложения. Благодарение на това изложбената площадка в града става най-голямата в света.
През 1969 година в Хановер е създадена рок групата Скорпиънс а през 1970 – група Елой.

## Известни личности
Родени в Хановер
- Хана Аренд (1906 – 1975), философ
- Герхард Вайнберг (р. 1928), историк
- Хершел Гринспан, еврейски екстремист, прострелял смъртоносно германския дипломат Ернст фон Рат
- Тимо Маас (р. 1970), музикант
- Матю Макнълти (р. 1982), английски актьор
- Рудолф Ерих Распе (1736 – 1794), писател
- Уилям Хершел (1738 – 1822), астроном и композитор
- Мария Шрадер (р. 1965), актриса
- Матиас Ябс (р. 1956), китарист

Починали в Хановер
- Готфрид Лайбниц (1646 – 1716), математик и философ
- Герд фон Рундщет(1875-1953),фелдмаршал

## Побратимени градове
| - – Бристол, Великобритания - – Перпинян, Франция - – Руан, Франция - – Блантайр (Blantyre), Малави | - – Познан, Полша - – Хирошима, Япония - – Лайпциг, Германия |